# ناحیه الیگانی، شهرستان کمبریا، پنسیلوانیا
شهرستان الیگانی، بخش کمبریا، پنسیلوانیا (به انگلیسی: Allegheny Township, Cambria County, Pennsylvania) یک منطقهٔ مسکونی در ایالات متحده آمریکا است که در پنسیلوانیا واقع شده‌است.

## خصوصیات
شهرستان الیگانی ۲٬۴۹۸ نفر جمعیت دارد.